# Classical Archives
Classical Archives (en español, Archivos clásicos) es un gran sitio web comercial dedicado a la música clásica en Internet. Tiene, a fecha del 22 de mayo de 2011, 42.744 obras de 12.046 compositores, con 26.697 álbumes de 268 discográficas.
La gente puede registrarse para escuchar la música de la web. Los usuarios que decidan no pagar pueden acceder o descargar cinco archivos MIDI o Free Play al día, con un máximo de 100 archivos al mes. Los suscriptores pagan una cuota de $7.99 USD (dólares) al mes, o $79.90 USD al año por acceso ilimitado. Tiene permiso para acceder o descargar 1000 archivos al mes o 100 al día de cualquier tipo.
Classical Archives comenzaron en 1994 por Pierre R. Schwob, en una world wide web más bien solitaria. Originalmente, el sitio (entonces llamado Classical MIDI archives) era completamente gratis, lo que fomentaba el coleccionismo. El sitio se convirtió en comercial en 2001 y desde entonces se ha expandido para hospedar interpretaciones grabadas así como archivos MIDI.
El doctor Nolan Gasser es el director artístico de la web. David A. Barg es el director del centro de aprendizaje. El ingeniero jefe del sitio es Vladimir V. Volovich. Dimitri Stamitis es el director de producción de la web.